# Struthioniformes
De Struthioniformes zijn een orde van vogels die tot de Palaeognathae gerekend wordt.
Bovenstaande zin omschrijft ongeveer alles waarover ornithologen het eens zijn. Volgens sommigen omvat de orde alleen de struisvogels van Afrika. Anderen zien het een stuk ruimer en begrijpen alle loopvogels eronder (ook aangeduid als Ratites, van het Latijnse woord ratis (vlot) afkomstig. Daar zij geen uitstekende borstbeenkam hebben (kiel) om hun vleugelspieren te verankeren, kunnen zij niet vliegen, ook al kunnen zij vleugels hebben). De verwante tinamoes die wel kunnen vliegen worden als een aparte orde Tinamiformes gezien.
De meest ruime definitie volgt uit recente onderzoeken van onder andere Hackett et al., waaruit naar voren komt dat de tinamoes niet een zustergroep zijn maar, tamelijk verrassend, binnen de loopvogels blijken te vallen. Of deze groep vogels een orde genoemd moet worden en of de oude naam Struthioniformes daarvoor gehandhaafd dient te worden is iets waarover nog geen overeenstemming bestaat en de naam wordt hier dan ook onder groot voorbehoud gebruikt.

## Taxonomische schets
Omdat de taxonomie van de vogels grote veranderingen ondergaat, is het moeilijk meer dan een schets te geven van de taxonomie vooral van deze groep, temeer omdat van uitgestorven vormen weinig DNA-gegevens beschikbaar zijn. Er is een DNA-onderzoek dat de moa's betreft, maar de resultaten rijmen niet met het recentere werk van Hackett et al. Onderstaand is een mogelijke indeling in kladen; dat wil zeggen, we laten ons niet uit over de mogelijke rang van een groep.

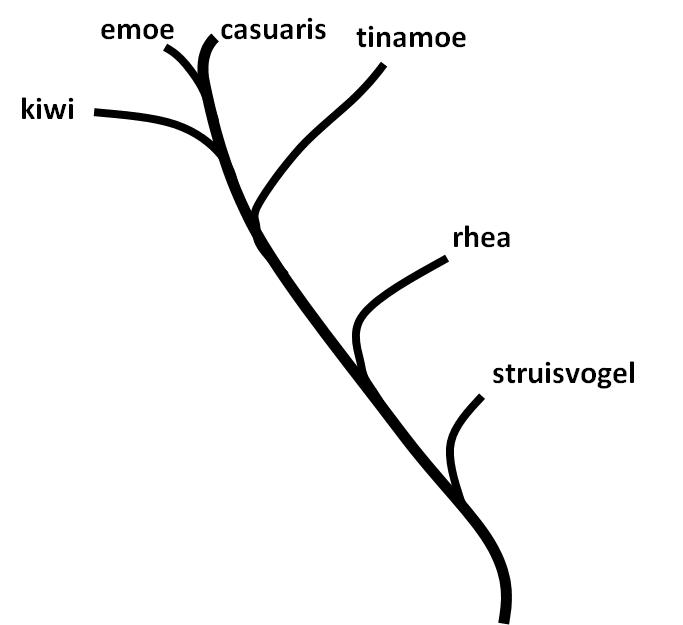
De Paleognathae volgens Hackett et al.

|  | Rheidae (Nandoes) |
|  | |
|  | Tinamidae (Tinamoes) |
|  | |
|  | \| \| Casuariidae (Kasuarissen en emoes) \| \| \| \| \| \| Apterygidae (Kiwi's) \| \| \| \| \| \| †Dinornithidae? (Moa's) \| \| \| \| |
|  | |
|  | Casuariidae (Kasuarissen en emoes) |
|  | |
|  | Apterygidae (Kiwi's) |
|  | |
|  | †Dinornithidae? (Moa's) |
|  | |

|  | Casuariidae (Kasuarissen en emoes) |
|  |                                    |
|  | Apterygidae (Kiwi's)               |
|  |                                    |
|  | †Dinornithidae? (Moa's)            |
|  |                                    |

|  | Rheidae (Nandoes) |
|  | |
|  | Tinamidae (Tinamoes) |
|  | |
|  | \| \| Casuariidae (Kasuarissen en emoes) \| \| \| \| \| \| Apterygidae (Kiwi's) \| \| \| \| \| \| †Dinornithidae? (Moa's) \| \| \| \| |
|  | |
|  | Casuariidae (Kasuarissen en emoes) |
|  | |
|  | Apterygidae (Kiwi's) |
|  | |
|  | †Dinornithidae? (Moa's) |
|  | |

|  | Casuariidae (Kasuarissen en emoes) |
|  |                                    |
|  | Apterygidae (Kiwi's)               |
|  |                                    |
|  | †Dinornithidae? (Moa's)            |
|  |                                    |

## Taxonomie
In lijn met de International Ornithological Committee wordt de meest recente indeling gebruikt.
- Orde: Struthioniformes
  -  Familie: Struthionidae
    -  Geslacht: Struthio
      - Soort: Struthio camelus
      -  Soort: Struthio molybdophanes

Accipitriformes (roofvogels en gieren, exclusief valken) · Aegotheliformes (dwergnachtzwaluwen) · Anseriformes (eendachtigen) · Apodiformes (gierzwaluwen en kolibries) · Apterygiformes (kiwi's) · Bucerotiformes (neushoornvogels) · Caprimulgiformes (nachtzwaluwen) · Cariamiformes (seriema's) · Casuariiformes (kasuarissen en emoe) · Charadriiformes (steltloperachtigen) · Ciconiiformes (ooievaarachtigen) · Coliiformes (muisvogels) · Columbiformes (duiven) · Coraciiformes (scharrelaars) · Cuculiformes (koekoekachtigen) · Eurypygiformes (kagoe en zonneral) · Falconiformes (valken en caracara’s) · Galliformes (hoenderachtigen) · Gaviiformes (duikers) · Gruiformes (kraanvogelachtigen) · Leptosomiformes (koerol) · Mesitornithiformes (steltrallen) · Musophagiformes (toerako's) · Nyctibiiformes (reuzennachtzwaluwen) · Opisthocomiformes (hoatzin) · Otidiformes (trappen) · Passeriformes (zangvogels) · Pelecaniformes (pelikanen, reigerachtigen, ibissen en lepelaars) · Phaethontiformes (keerkringvogels) · Phoenicopteriformes (flamingo's) · Piciformes (spechtachtigen) · Podargiformes (kikkerbekken) · Podicipediformes (futen) · Procellariiformes (buissnaveligen) · Psittaciformes (papegaaiachtigen) · Pterocliformes (zandhoenders) · Rheiformes (nandoes) · Sphenisciformes (pinguïns) · Steatornithiformes (vetvogel) · Strigiformes (uilen) · Struthioniformes (loopvogels o.a. struisvogel) · Suliformes (slangenhalsvogels, fregatvogels, aalscholvers en janvangenten) · Tinamiformes (stuithoenders) · Trogoniformes (trogons)

 Portaal Vogels · Indeling van de vogels